# 華泰商業銀行

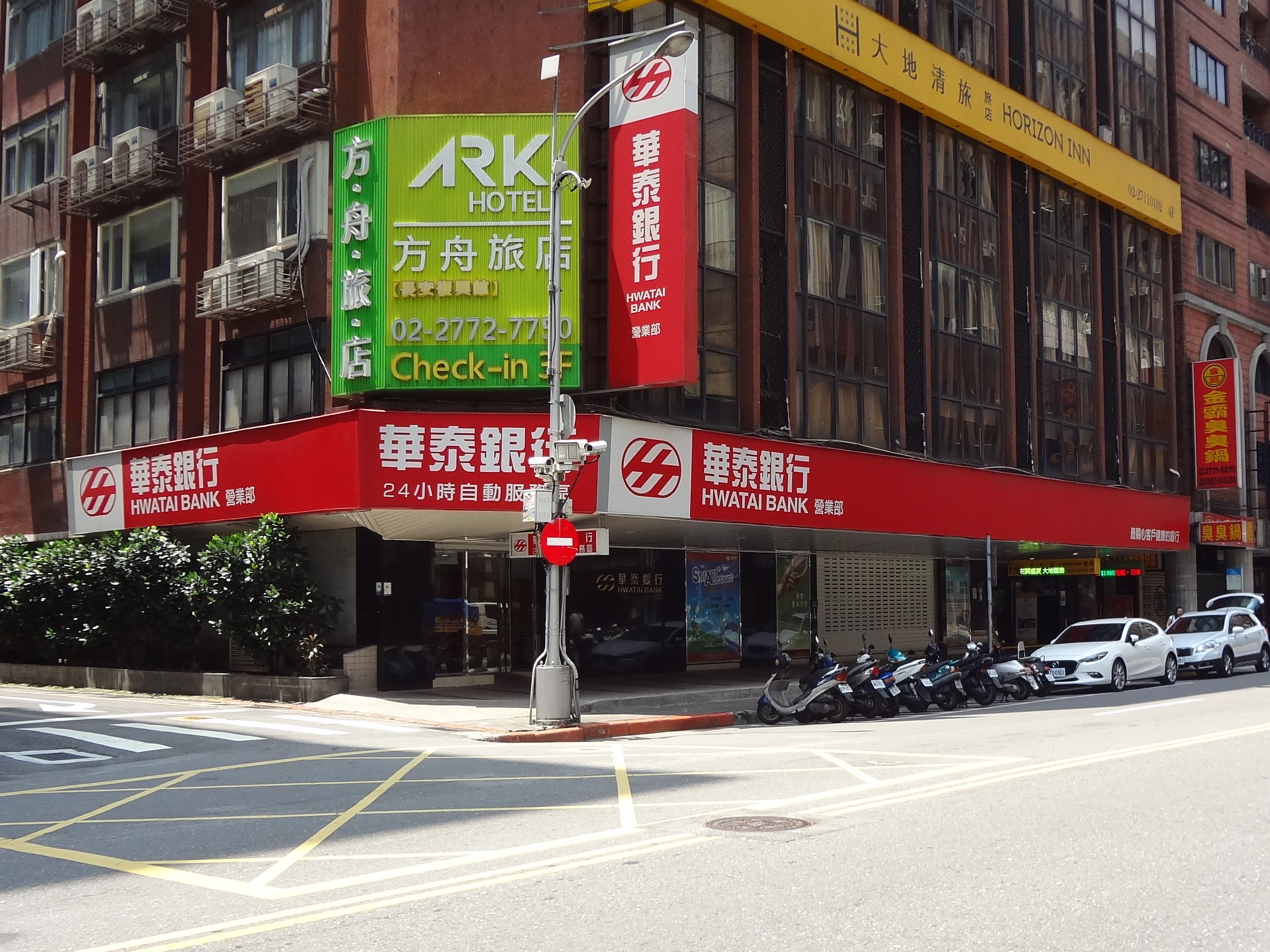
華泰商業銀行營業部（原總行）

華泰商業銀行，是臺灣的小型商業銀行之一，成立於1933年，前身為「臺北市第二信用合作社」，林敏雄擔任理事主席。

## 簡表
- 1933年，日治時代士紳陳清波於臺北市大稻埕永樂町創立「保證責任臺北勸業信用利用組合」。
- 1947年3月15日，改制為「有限責任臺北市第二信用合作社」，創雙連分社、大同分社、中山分社。
- 1966年，改制為「保證責任臺北市第二信用合作社」，儲蓄部單獨營業，增設大安分社。
- 1980年，奉准承受臺北市第八信用合作社，增設松山分社。
- 1982年，增設古亭分社。
- 1983年，總社遷移至臺北市長安東路二段，增設士林分社、內湖分社、忠孝分社。
- 1996年，資深理事林敏雄擔任理事主席，增設天母分社、萬華分社。
- 1999年1月1日，改制為「華泰商業銀行股份有限公司」。
- 2007年，奉准轉投資設立「華泰銀保險經紀人股份有限公司」。
- 2011年，與全聯福利中心合作開辦金融儲值卡「華泰金融福利卡」。
- 2013年，東湖分行、總行主要管理單位及華泰銀保險經紀人遷移至臺北市中山區敬業四路33號（全聯實業大樓）1樓、10至12樓，東湖分行同時更名為大直分行。
- 2014年，增設台南分行。
- 2015年，增設北高雄分行。
- 2016年，增設彰化分行、北台中分行。
- 2017年，陳宏徵總經理就任，大直分行更名為總部分行。
- 2020年，合併子公司華泰銀保險經紀人股份有限公司(成立保險代理部)。
- 2021年，傅瑞媛總經理就任。

## 外部連結
- 華泰商業銀行 （页面存档备份，存于）